# Лазарева, Галина Михайловна
Галина Михайловна Лазарева (4 марта 1930, Константиновская, Северо-Кавказский край — 4 декабря 2024, Ульяновск) — советский и российский учитель, Герой Социалистического Труда.

## Биография
Галина Михайловна Лазарева родилась 4 марта 1930 года в станице Константиновская Курганинского района Краснодарского края.
В 1947 году по окончании средней школы поступила в Государственный педагогический институт в Симферополе Крымской области. Окончив институт в 1951 году, получила направление на работу в среднюю школу села Глотовка Измайловского района Орловской области.
В 1953 году осела в Ульяновске, поступив на работу в фабрично-заводское училище при фабрике им. Горького на должность заместителя директора по политико-воспитательной работе. В 1954—1956 годах была заведующей отделом пропаганды и агитации Ульяновского горкома ВЛКСМ. В 1956 году перешла на преподавательскую работу в техническое училище № 2 (с 1963 года  — ГПТУ № 5, с 1967 года — ТУ № 3, с 1985 года — Ульяновское СПТУ № 15, с 1990 года — Ульяновский железнодорожный лицей, с 2001 года — Ульяновский техникум железнодорожного транспорта). Проработала в данном учебном заведении в общей сложности 40 лет до 1996 года, а затем вышла на пенсию.
Жила в Ульяновске. Активно участвовала в общественной жизни города. Свой личный архивный фонд передала на хранение в Государственный архив новейшей истории Ульяновской области. Умерла в Ульяновске 4 декабря 2024 года.

## Награды
- Звание «Герой Социалистического Труда» с вручением золотой медали «Серп и Молот» и ордена Ленина (27 июня 1978) — за большие заслуги в деле обучения и коммунистического воспитания учащихся[11]. В том же году стала делегатом Всесоюзного съезда учителей в Москве, где выразила благодарность Государственному комитету СССР по профессионально-техническому образованию за присвоение данного звания[12], став 70-й из 72-х его обладателей из Ульяновской области[13].
- Орден Трудового Красного Знамени (21 июля 1971)[2][3].
- Заслуженный учитель профессионально-технического образования РСФСР (9 июля 1966) — за заслуги в области профессионально-технического образования[14].
- Почётные грамоты совета Министров РСФСР и министерства просвещения СССР, занесение в Книгу Почёта Ульяновского областного профессионально-технического образования (1965)[2][3], почётная грамота Ульяновской городской думы (2010)[8], памятный знак губернатора Ульяновской области «В память о праздничном параде в Ульяновской области в день 70-летия Победы в Великой Отечественной войне 1941—1945 гг.» (2015)[15][16].
- 5.10.2006 г., в Международный день учителя, в Ульяновске торжественно открылась областная «Аллея славы учителей», где на Доске почёта Галине Михайловне установлена мемориальная доска[17].